# Ladviks hällristning

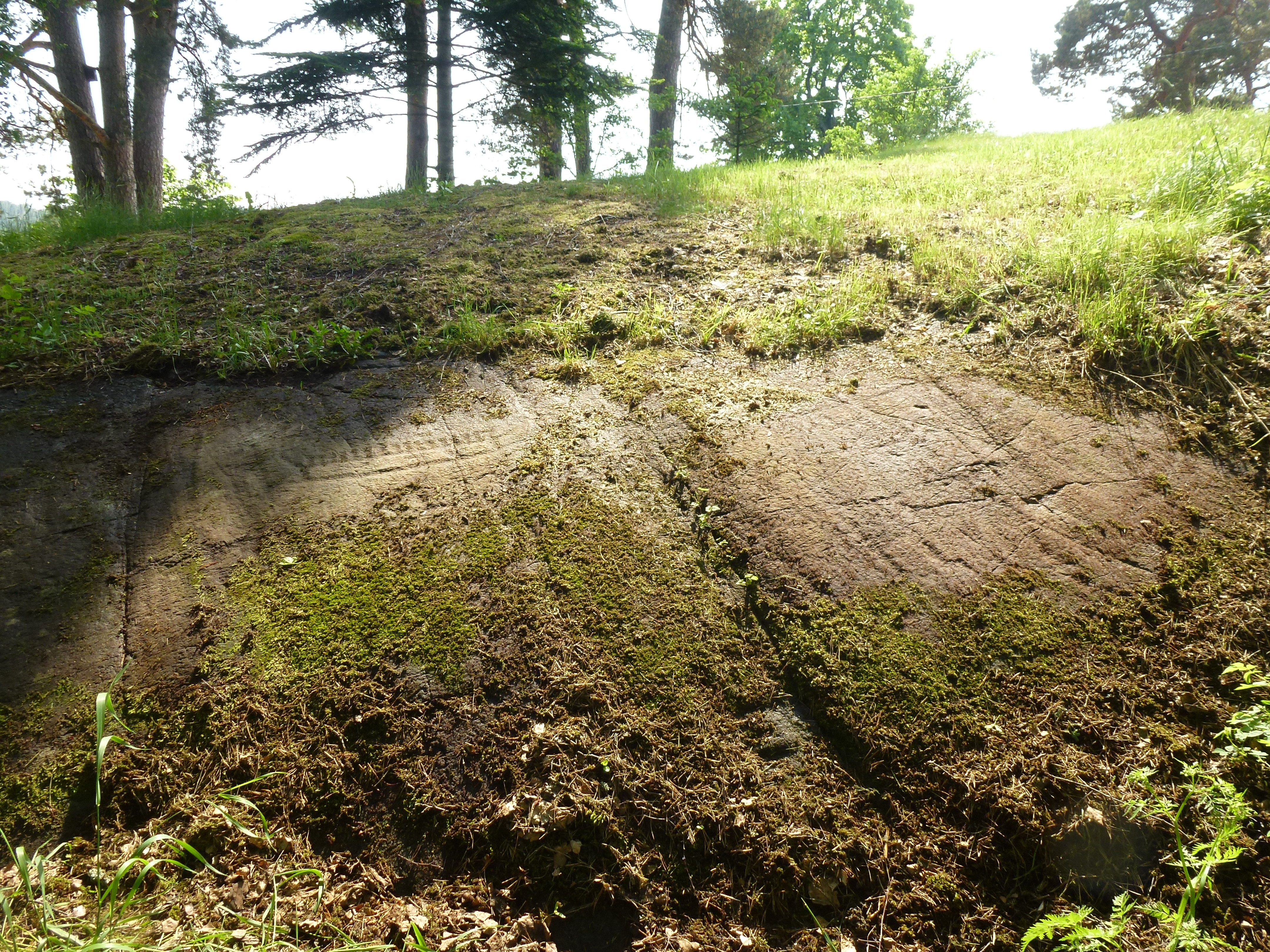
Ladviks hällristning i juni 2013.

Ladviks hällristning är en hällristning från bronsåldern belägen i Salems kommun, cirka 200 meter väster om Ladviks gård och direkt nordost om Ladviks gamla skola. 

## Historik
Hällristningen vid Ladviks gamla skola inrapporterades år 1929 av amatörarkeologen Carl Engqvist. Fyndet betraktades på sin tid som "förvånande" eftersom den inte kunde sammanställas med några av de kända hällristningsområdena. Ristningen, som täcker en yta av cirka 2,5 x 0,5 meter (horisontellt) utfördes på en mot norr sluttande berghäll och består av två skepp med så kallade bemanningsstreck utefter sidorna. Det östra skeppet mäter ungefär 80 centimeter och det västra cirka 55 centimeter, dessutom syns några bildfragment. På hällen finns troligen ytterligare figurer, som dock är övermossade. Linjerna är 1–2 centimeter breda och 0,5 centimeter djupa. Skeppsbilder i förhistoriska ristningar förekommer ofta i närheten av sjö och hav, i det här fallet Mälaren.

## Bilder, detaljer

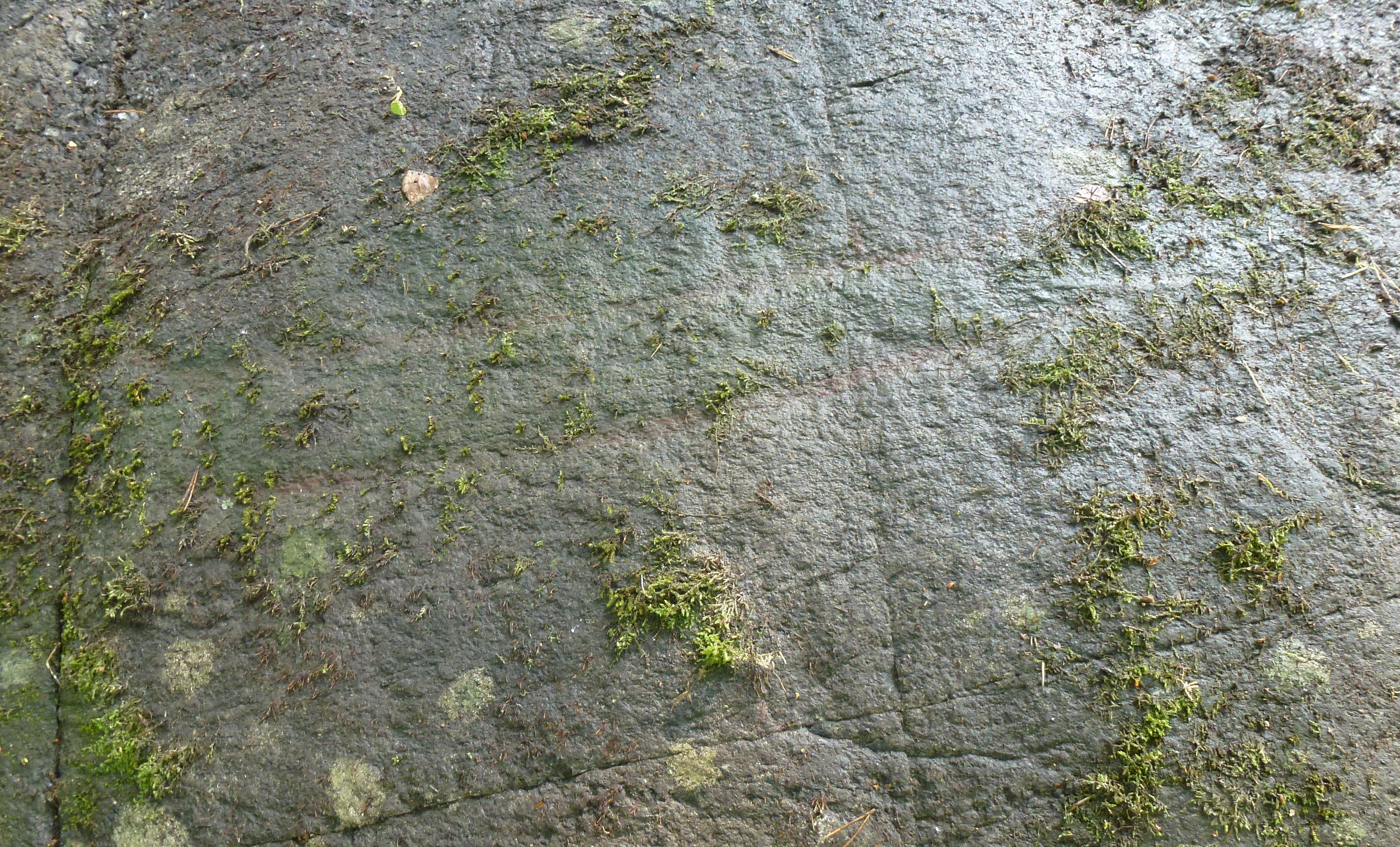
Östra skeppet
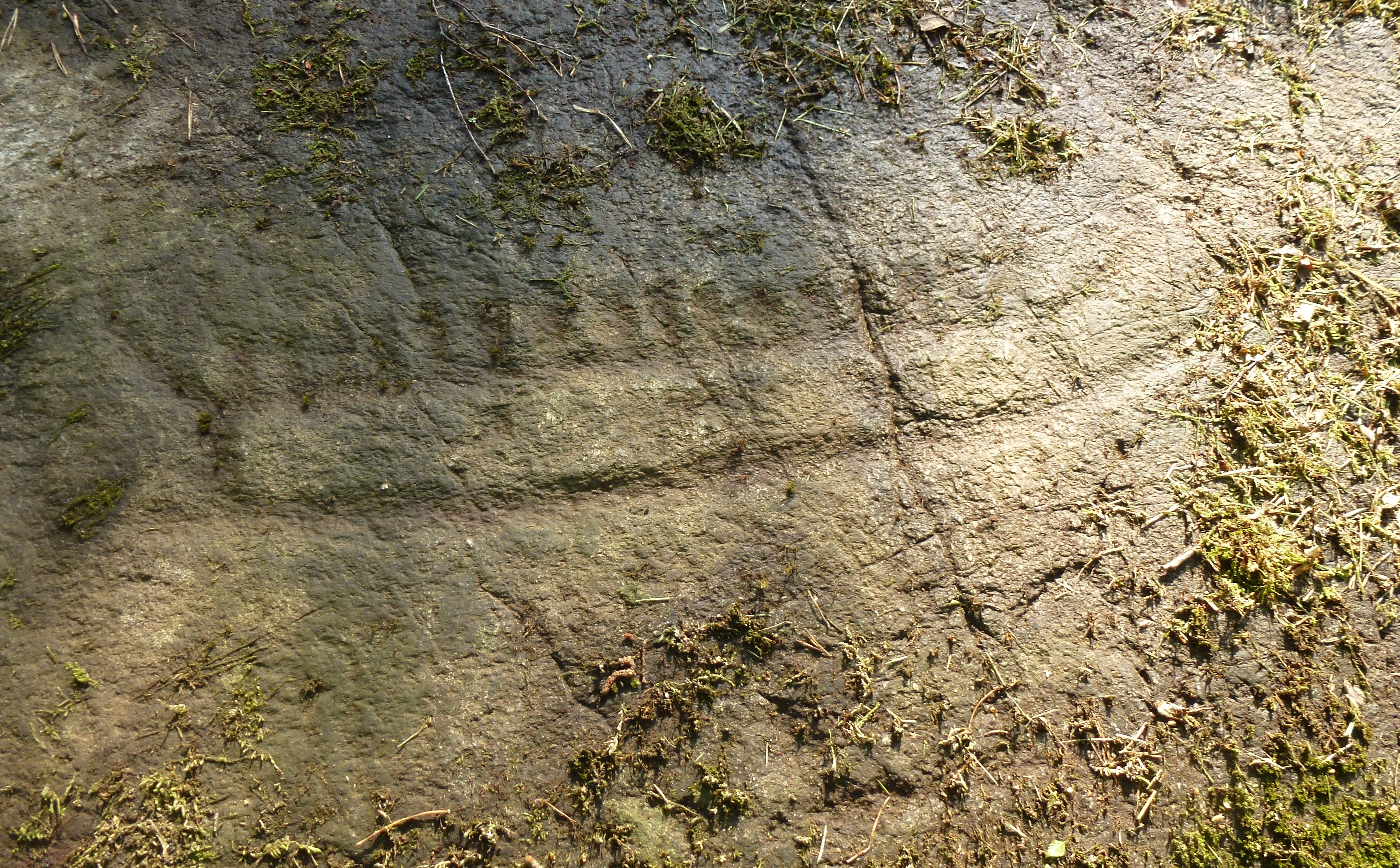
Västra skeppet